# Luis Regueiro Pagola
Luis Regueiro Pagola (Irun, 1 de juliol de 1908 - Ciutat de Mèxic, 6 de desembre de 1995) fou un futbolista basc dels anys 1920 i 1930 i posteriorment entrenador.

## Trajectòria
Començà a jugar al Real Unión de Irún el 1924, quan tot just tenia 16 anys. Coincidí al club amb René Petit i el seu germà Pedro Regueiro. Al club basc assolí com a principal títol la Copa del Rei de l'any 1927. El 1931 fitxà pel Reial Madrid, juntament amb Jacinto Quincoces, Ricard Zamora, Olivares i Ciriaco Errasti. Amb aquests destacats fitxatges el club guanyà les lligues de les temporades 1931-32 i 1932-33 a més de les Copes de 1934 i 1936. En total jugà 8 temporades a la lliga, tres amb el Real Unión i 5 amb el Reial Madrid. Disputà 145 partits i marcà 90 gols.
Durant la Guerra Civil jugà amb la selecció del País Basc. Posteriorment s'exilià a Mèxic on jugà amb el club Asturias FC i acabà la seva carrera al Club América, club del qual també en fou entrenador.
Amb la selecció espanyola jugà entre 1927 i 1936, disputant un total de 25 partits en els quals marcà 16 gols. Debutà a l'Estadi de Colombes de París el 22 de maig de 1927 en una victòria davant França per 1-4. Disputà el Mundial d'Itàlia 1934 on marcà dos gols enfront Brasil i els Jocs Olímpics de 1928.
El seu fill Luis també fou futbolista i internacional amb la selecció mexicana.

## Palmarès
Real Unión
- Copa espanyola:
  - 1927
- Campionat de Guipúscoa de futbol:
  - 1926, 1928, 1930, 1931

Reial Madrid
- Lliga espanyola:
  - 1931-32, 1932-33
- Copa espanyola:
  - 1934, 1936
- Campionat Centre-Aragó
  - 1932
- Campionat Centre-Sud
  - 1933, 1934
- Campionat Castella-Aragó
  - 1935, 1936

Asturias FC
- Copa México:
  - 1940, 1941